# اینیا (فیلم)
اینیا (سوئدی: Inga) یک فیلم سکسنتفاعی سوئدی به کارگردانی جوزف دابلیو. سارنو است که در سال ۱۹۶۸ منتشر شد. از بازیگران این فیلم می‌توان به ماری لیلیه‌دال اشاره کرد.